# Sedes sapientiae
Sedes sapientiae ("trono de la sabiduría"), es una expresión latina que aparece en las Letanías lauretanas y que denomina a una modalidad de representación de la Theotokos o Virgen con el Niño dentro del arte cristiano, especialmente en el Románico, pero continuado posteriormente. En referencia al trono de Salomón, nombrado en el Antiguo Testamento, se identifica a Cristo con la sabiduría, y a la Virgen María, en cuyo regazo se representa sentado, como su trono. De forma equivalente, se entiende a la Iglesia como custodia de tal Sabiduría divina.

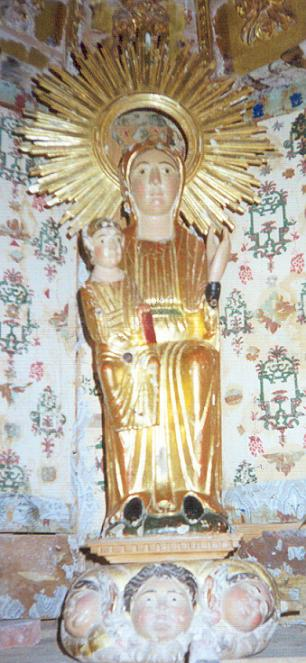
Virgen de Marcuello, una imagen del tipo sedes sapientiae del siglo XIII
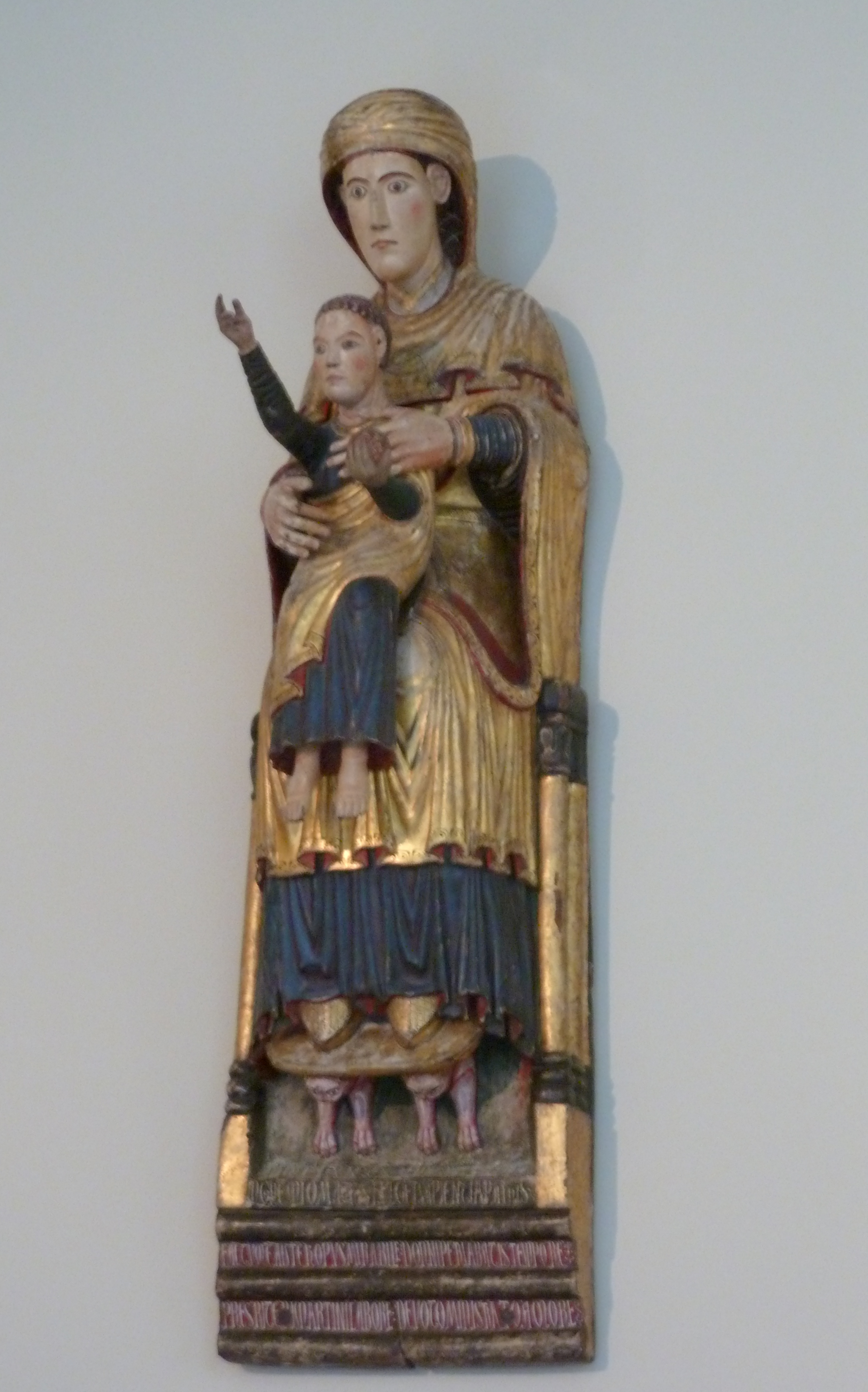
Talla italiana de finales del siglo XII.
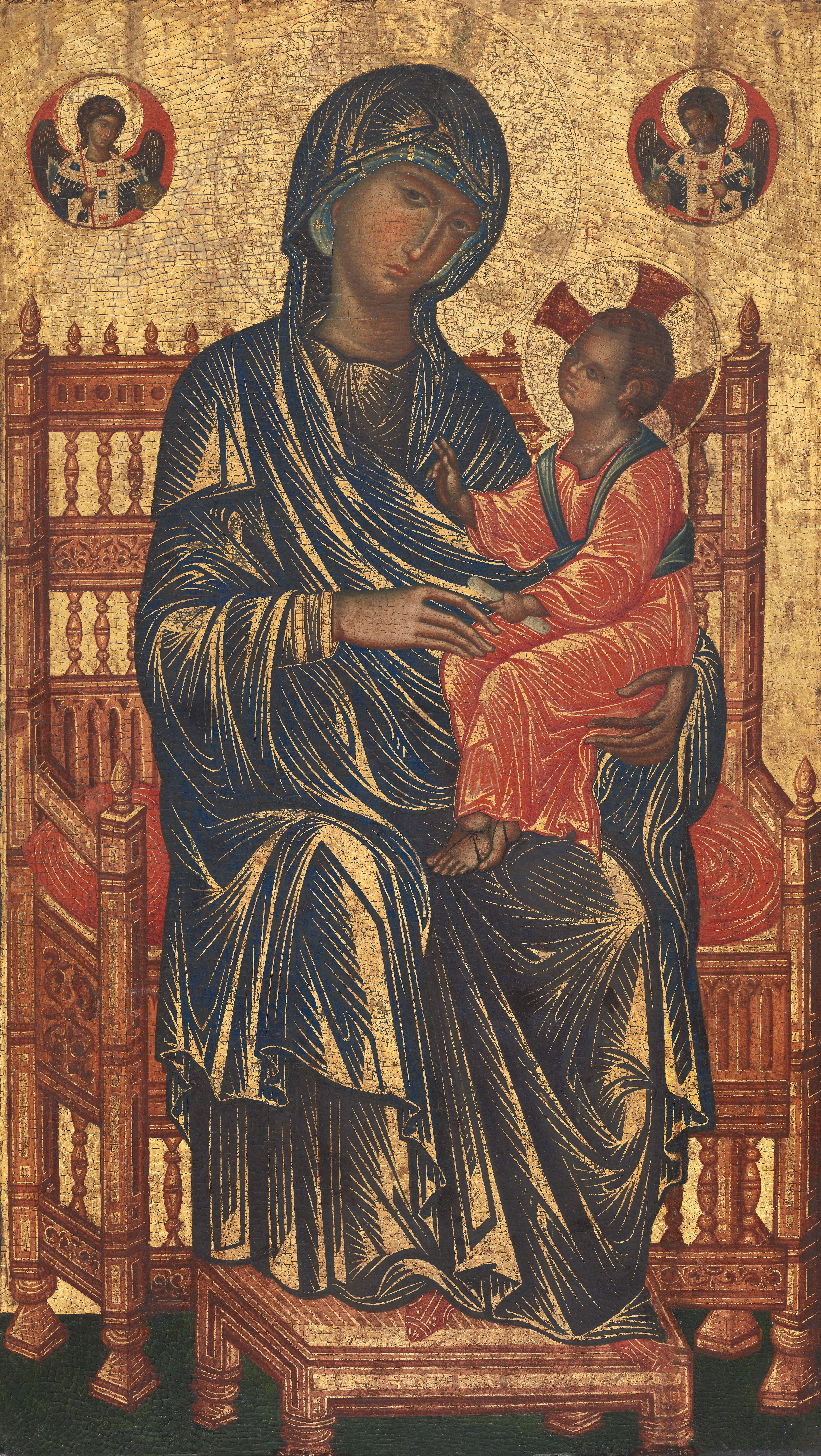
Maestro italo-bizantino, siglo XIII.
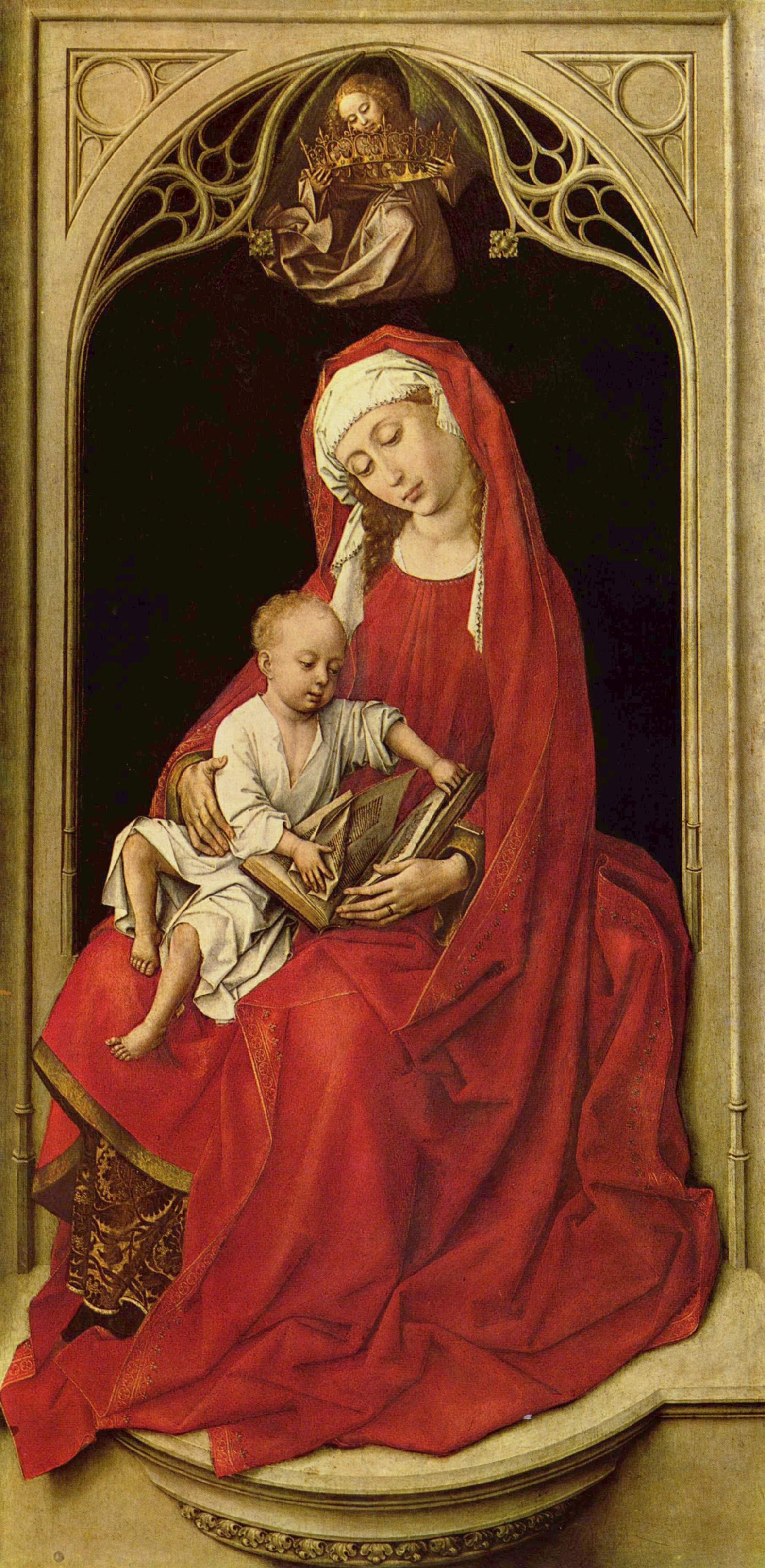
Rogier van der Weyden, pintura flamenca del siglo XV.
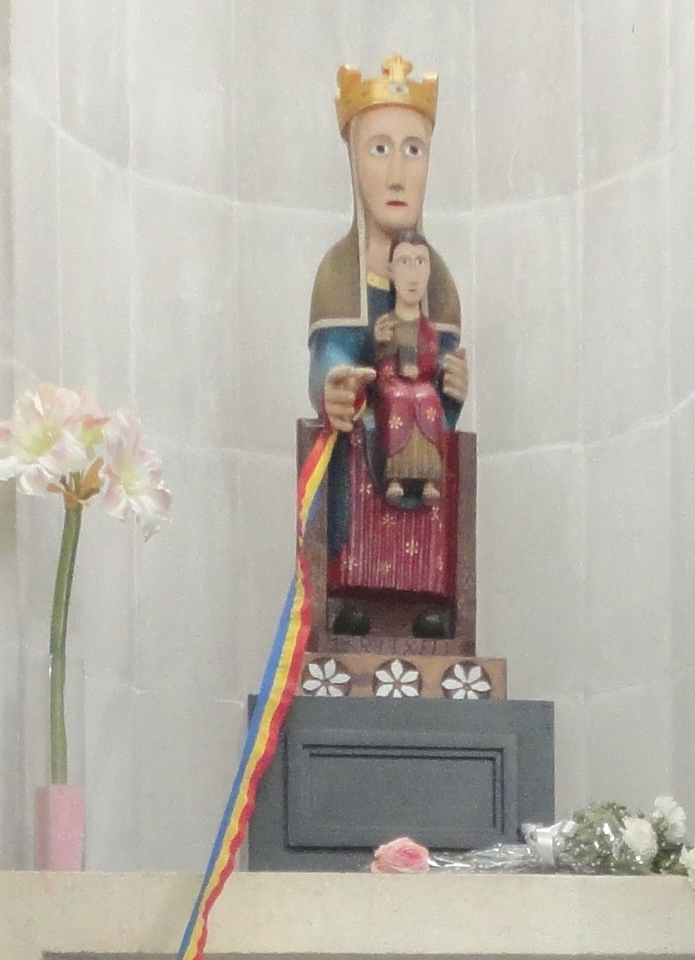
La Mare de Déu de Meritxell, patrona de Andorra. Es una reproducción historicista (neorrománica) del original quemado en el incendio de 1972.
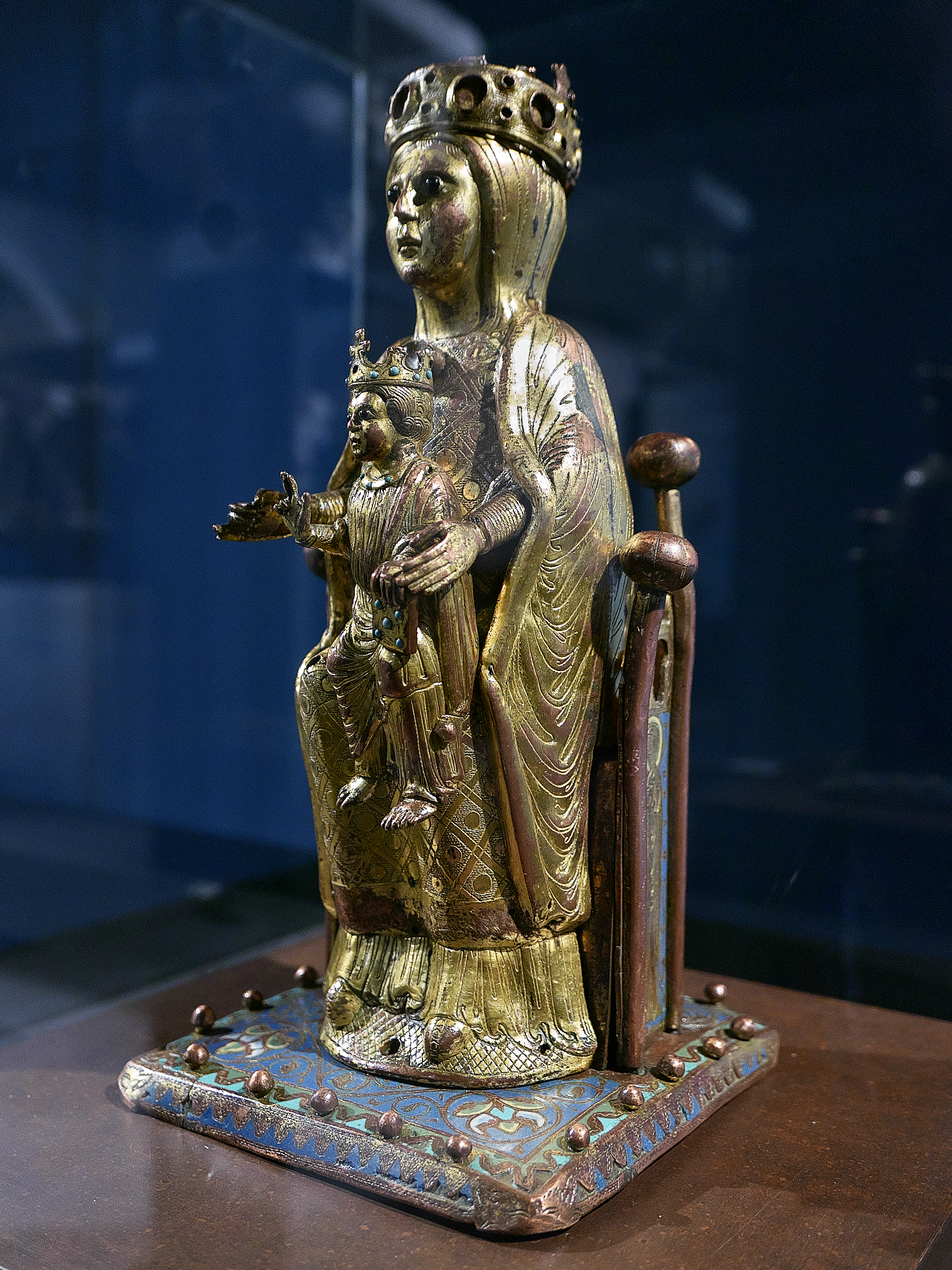
Virgen de las Batallas. Monasterio de San Pedro de Arlanza.
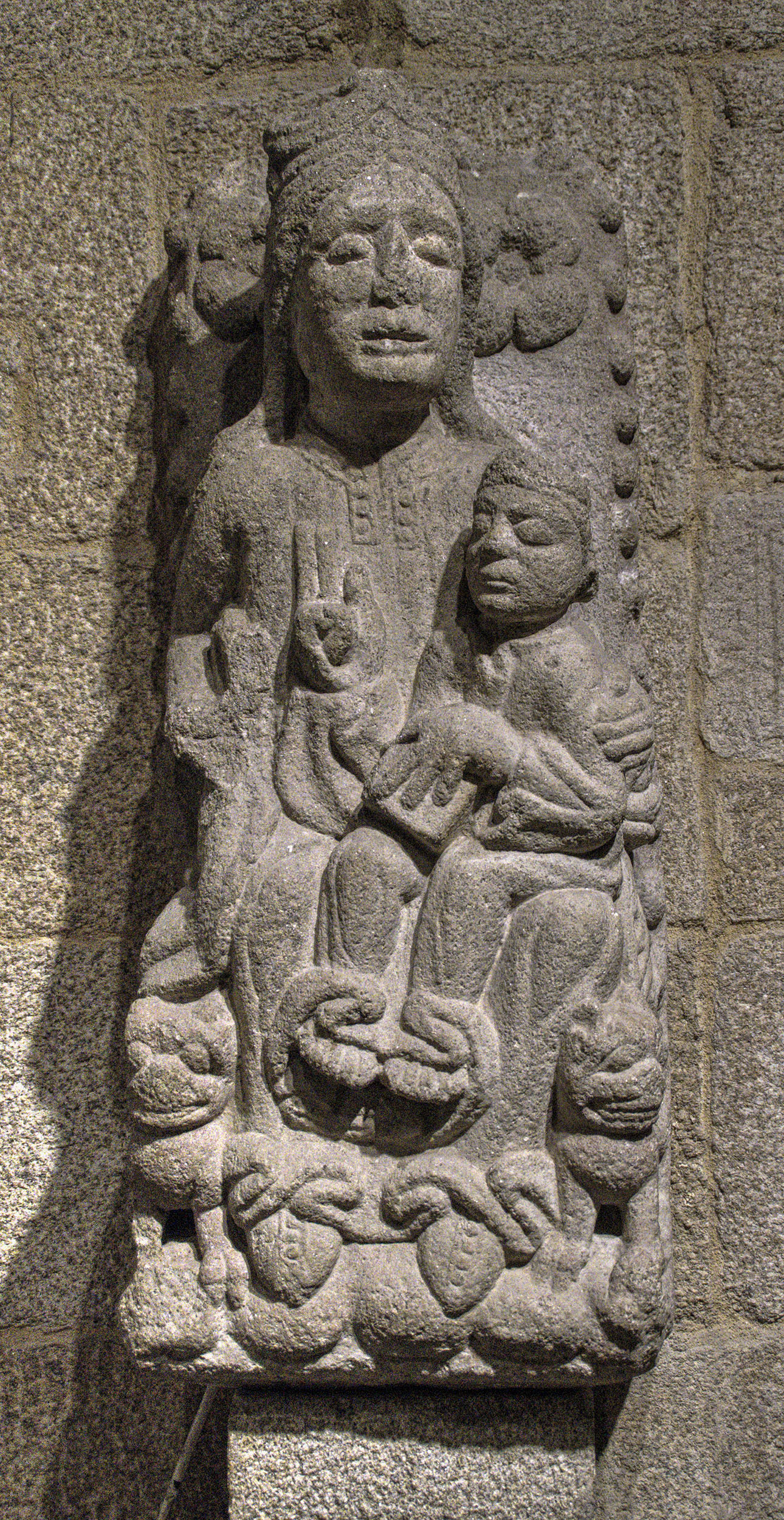
Virgen de Seixalbo. Museo Catedralicio de Orense.
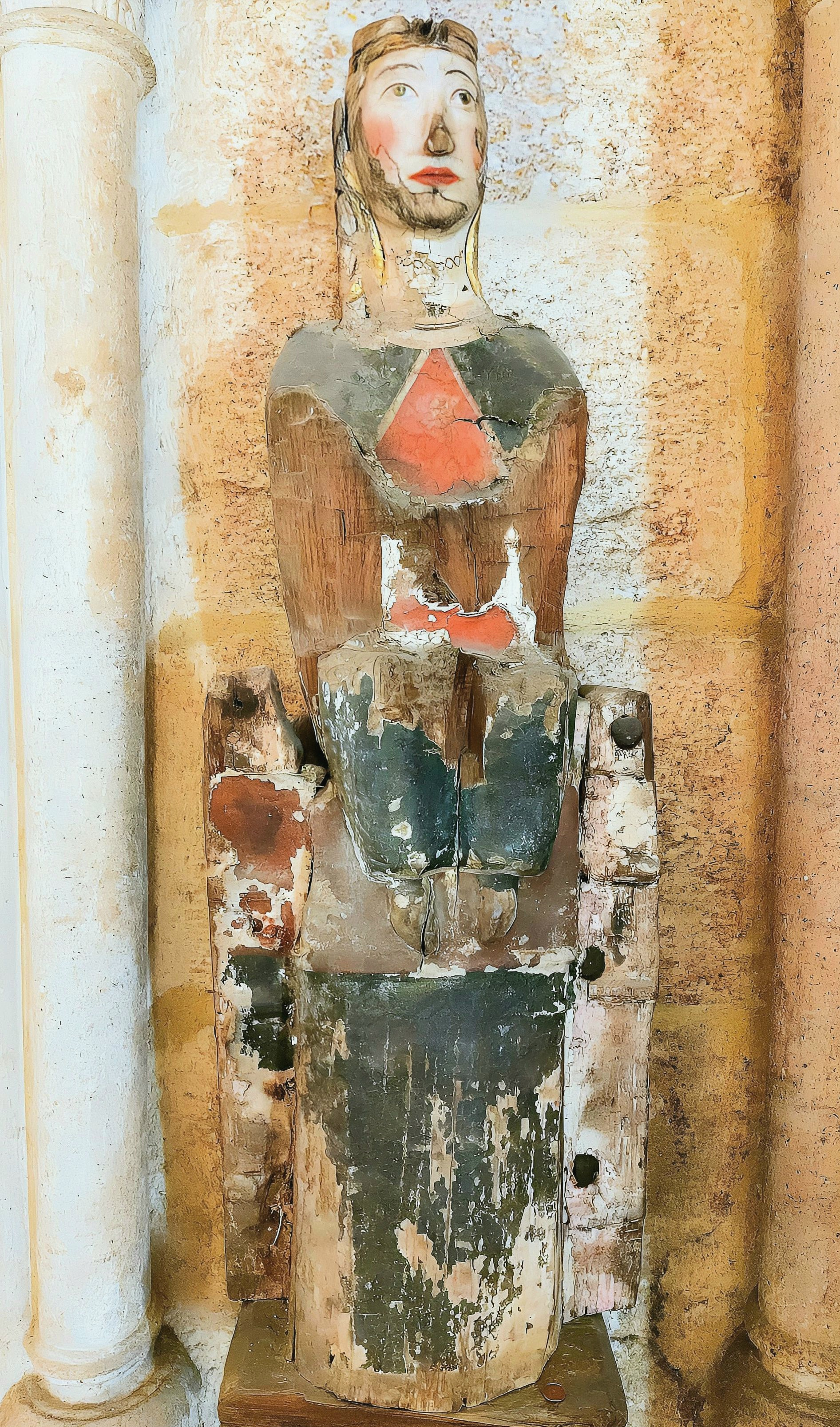
Virgen de Reza. Museo Catedralicio de Orense.
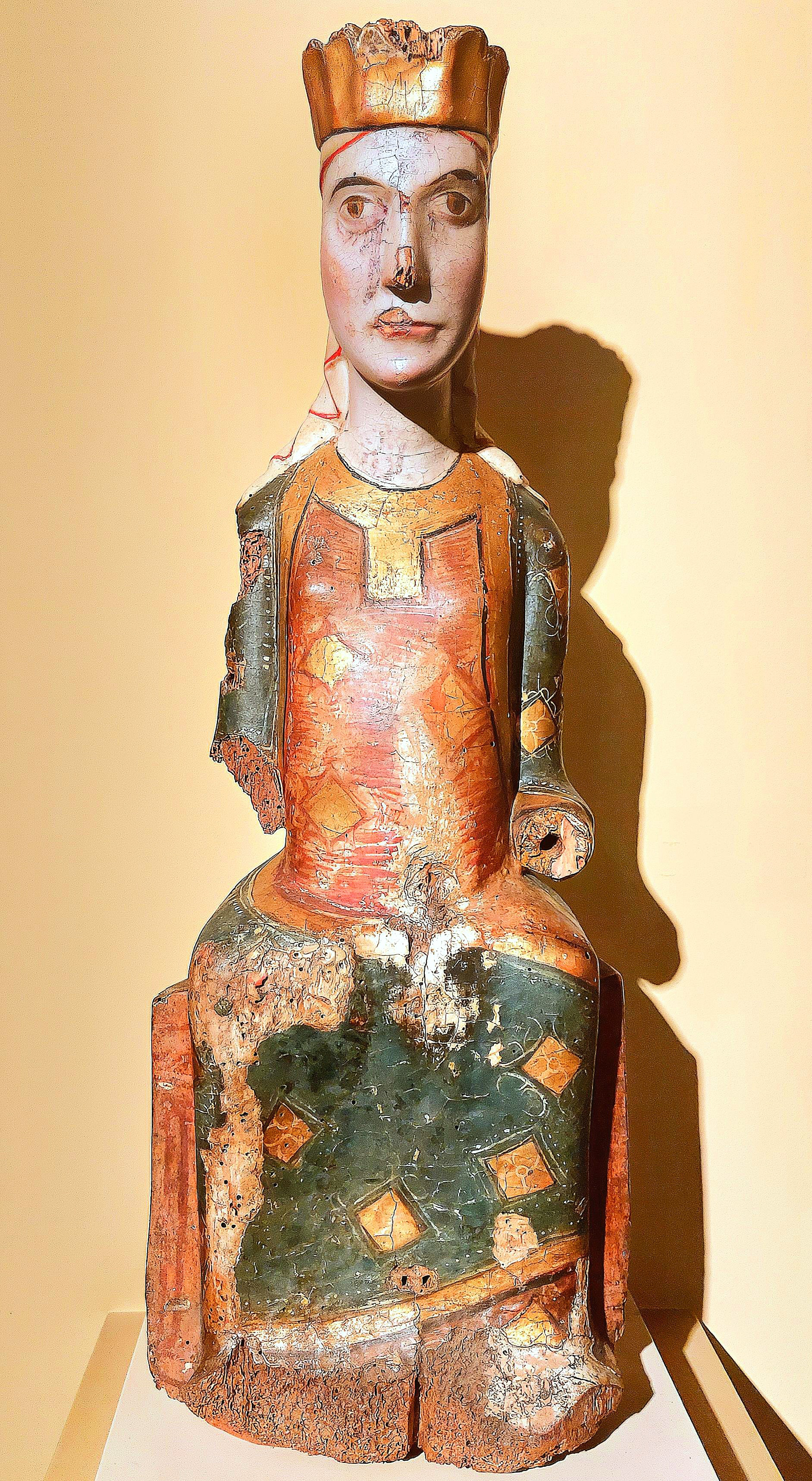
Nuestra Señora de Compostilla. Sala de exposiciones de San Francisco de Orense.

## Santa Ana, trono de la Virgen
Una curiosa variante de esta tipología, relativamente frecuente en España, es la representación de Santa Ana como trono de la Virgen, que a su vez lo es del Niño.

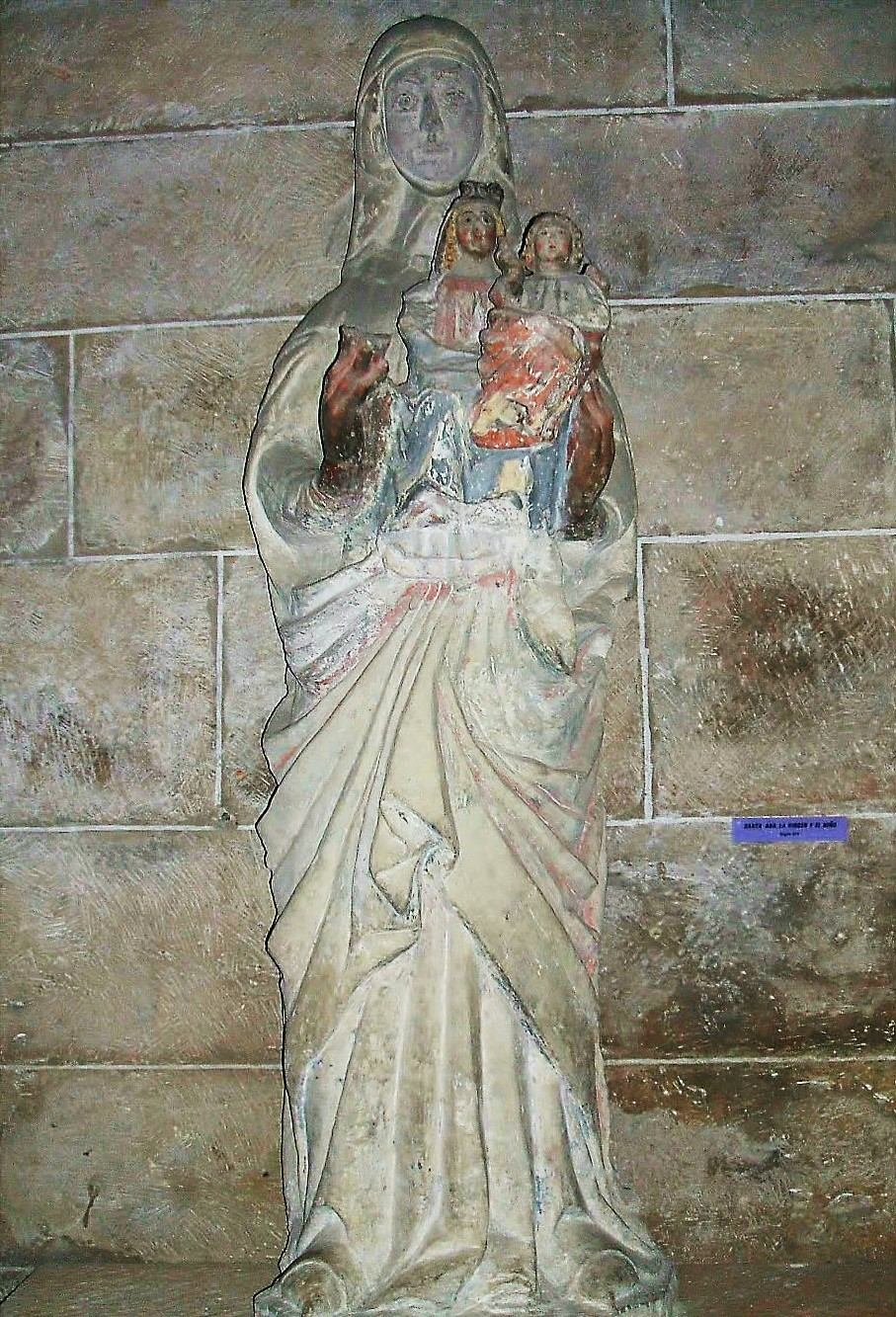
Colegiata de San Miguel de Aguilar de Campoo.
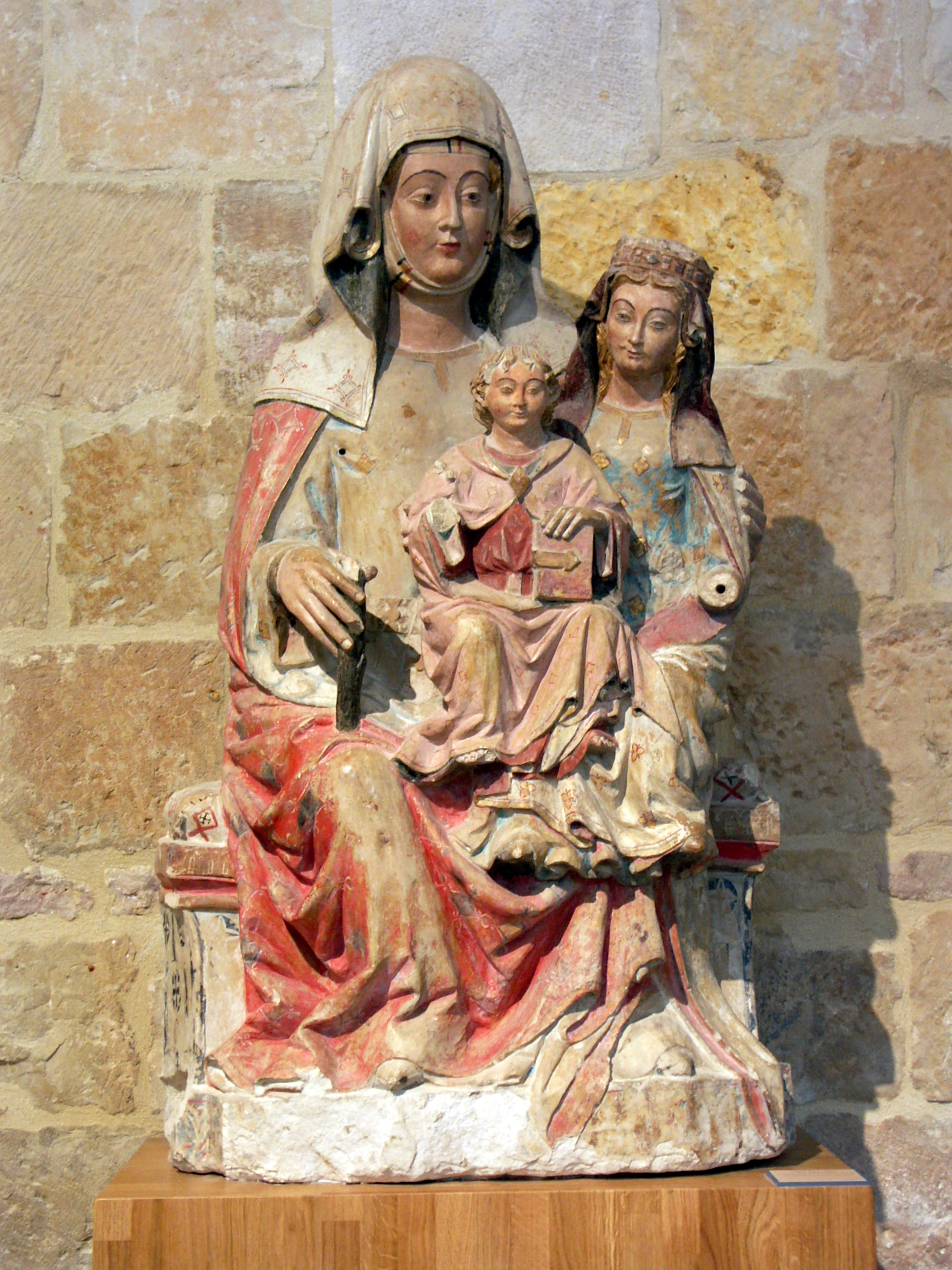
Santo Domingo de Silos.
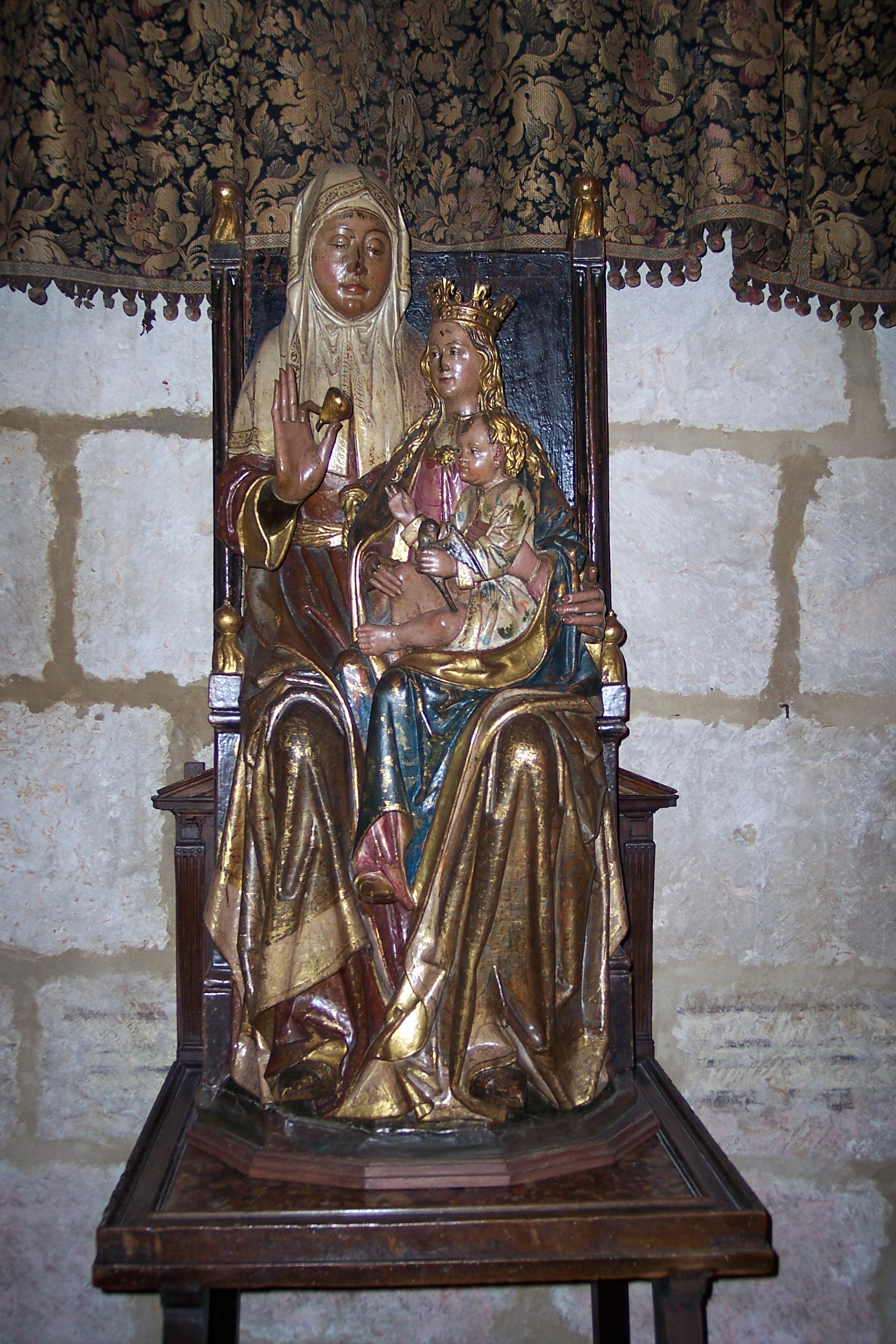
Alejo de Vahía (ca. 1510). Museo Catedralicio de Palencia.
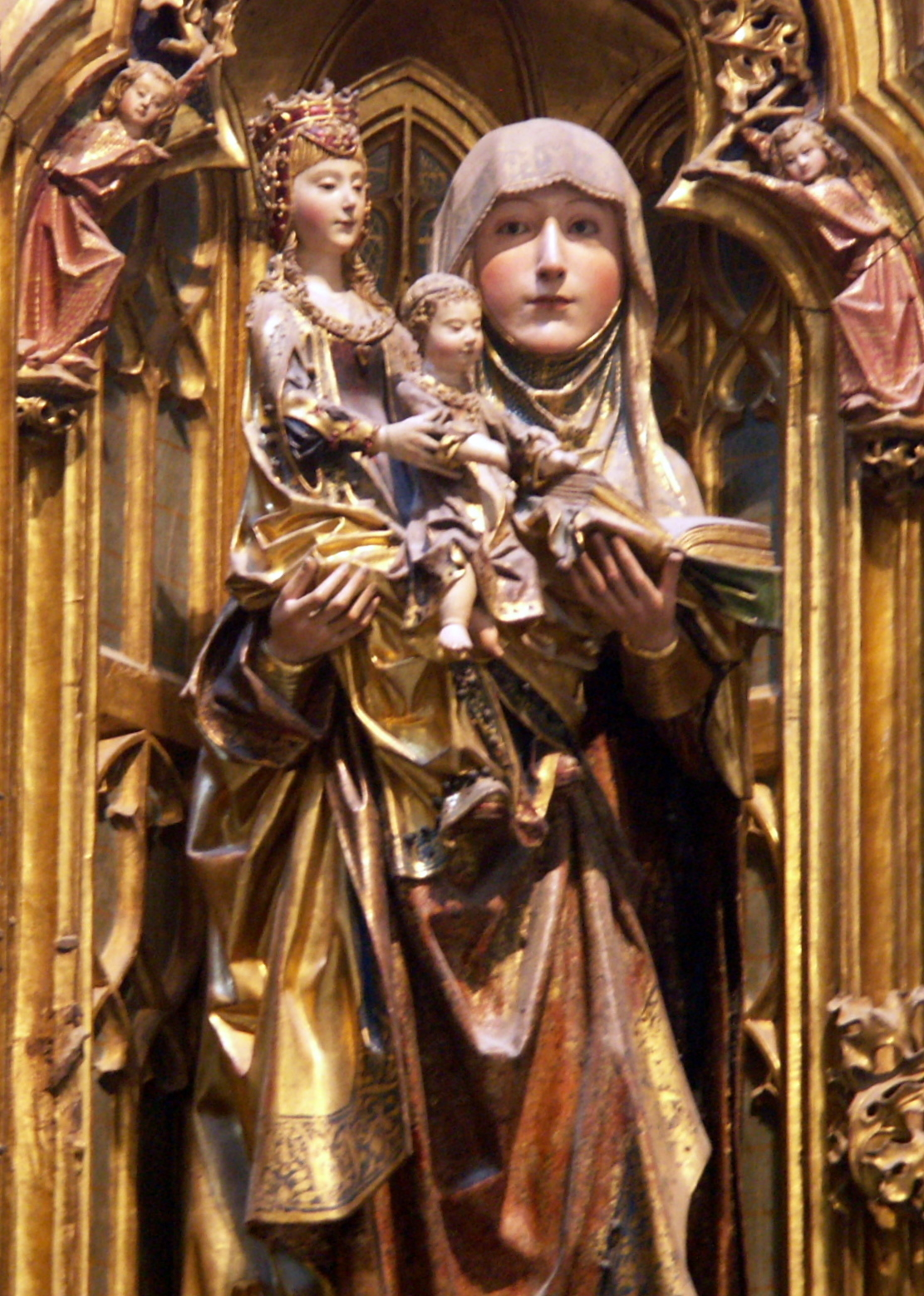
Capilla del Condestable de la Catedral de Burgos.
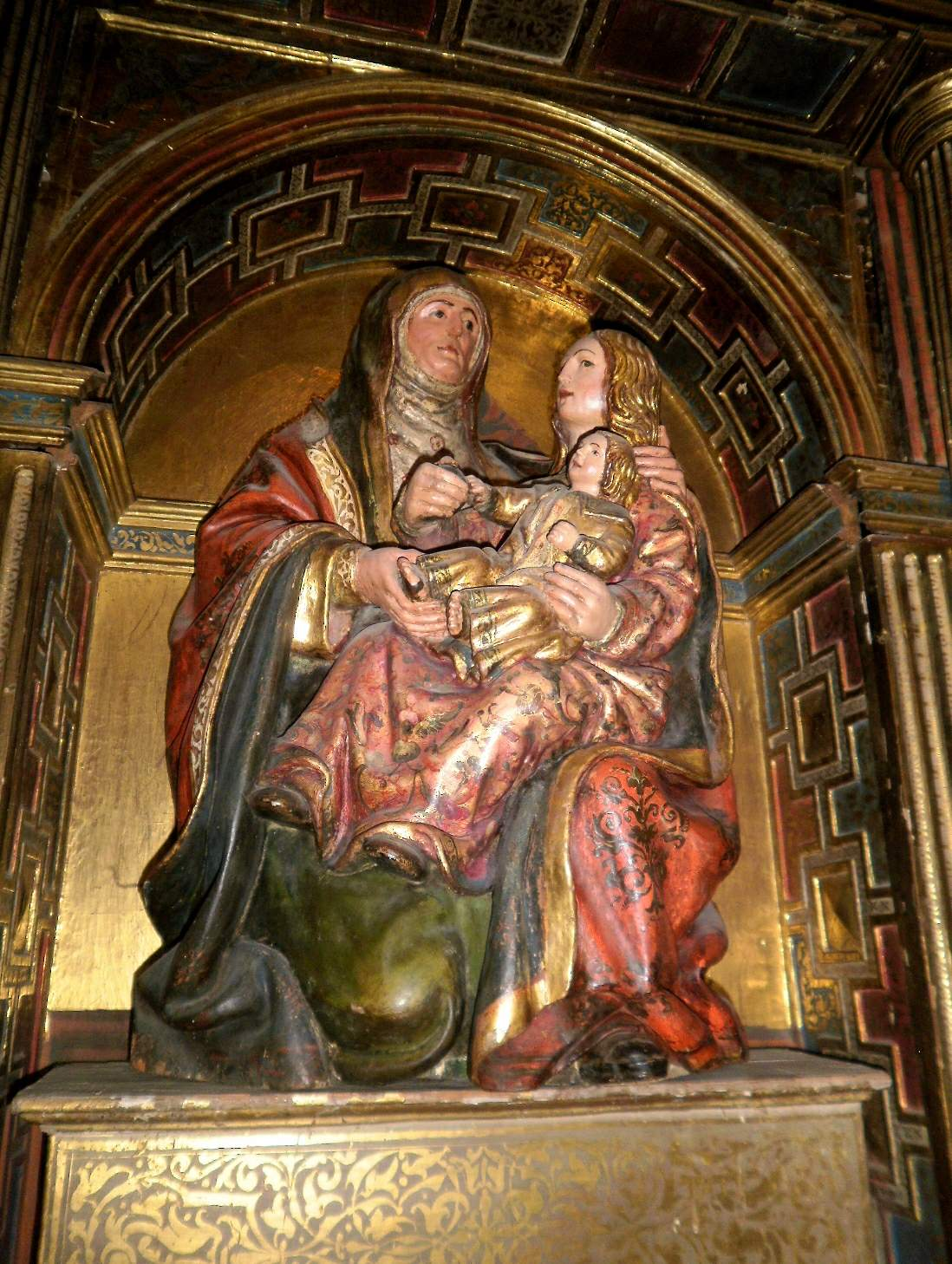
Iglesia de San Francisco, Tarazona.

- Datos: Q1462982
- Multimedia: Sedes sapientiae / Q1462982